# تشارلز سيميون تايلور
تشارلز سيميون تايلور (بالإنجليزية: Charles Simeon Taylor)‏ هو شخصية أعمال وسياسي أمريكي، ولد في 13 أكتوبر 1851، وتوفي في 20 يونيو 1913. حزبياً، نشط في الحزب الجمهوري. وقد انتخب عضو جمعية ولاية ويسكونسن.